# Finał Mistrzostw Świata w Piłce Nożnej 2006
Finał XVIII Mistrzostw Świata w piłce nożnej odbył się 9 lipca 2006.

## Mecz
| 9 lipca 2006 | Włochy | 1:1, k. 5:3 | Francja |  |
|              |        |             |         |  |

## Włochy – Francja

### Skład
Niedziela, 9 lipca 2006
21:00 – Olympiastadion, Berlin – Widzów: 69 000
| Włochy           | 1:1 (1:1, 1:1) | Francja        |
| Materazzi 19'    | (Raport)       | Zidane 7' (k.) |
|                  | Rzuty karne    |                |
| Pirlo            |                | Wiltord        |
| Materazzi        | 5:3            | Trezeguet      |
| Daniele De Rossi |                | Abidal         |
| Del Piero        |                | Sagnol         |
| Fabio Grosso     |                |                |

| Włochy:        |    |                      |    |     |
|                |    |                      |    |     |
| BR             | 1  | Gianluigi Buffon     |    |     |
| OB             | 3  | Fabio Grosso         |    |     |
| OB             | 5  | Fabio Cannavaro (C)  |    |     |
| PO             | 8  | Gennaro Gattuso      |    |     |
| NA             | 9  | Luca Toni            |    |     |
| PO             | 10 | Francesco Totti      |    | 61' |
| PO             | 16 | Mauro Camoranesi     |    | 86' |
| OB             | 19 | Gianluca Zambrotta   | 5' |     |
| PO             | 20 | Simone Perrotta      |    | 61' |
| PO             | 21 | Andrea Pirlo         |    |     |
| OB             | 23 | Marco Materazzi      |    |     |
| Zmiany:        |    |                      |    |     |
| PO             | 4  | Daniele De Rossi     |    | 61' |
| NA             | 15 | Vincenzo Iaquinta    |    | 61' |
| NA             | 7  | Alessandro Del Piero |    | 86' |
| Trener:        |    |                      |    |     |
| Marcello Lippi |    |                      |    |     |

| Francja:         |    |                     |      |      |
|                  |    |                     |      |      |
| BR               | 16 | Fabien Barthez      |      |      |
| OB               | 3  | Éric Abidal         |      |      |
| PO               | 4  | Patrick Vieira      |      | 56'  |
| OB               | 5  | William Gallas      |      |      |
| PO               | 6  | Claude Makélélé     |      |      |
| PO               | 7  | Florent Malouda     | 111' |      |
| PO               | 10 | Zinédine Zidane (C) | 110' |      |
| NA               | 12 | Thierry Henry       |      | 107' |
| OB               | 15 | Lilian Thuram       |      |      |
| OB               | 19 | Willy Sagnol        | 12'  |      |
| PO               | 22 | Franck Ribéry       |      | 100' |
| Zmiany:          |    |                     |      |      |
| PO               | 18 | Alou Diarra         | 76'  | 56'  |
| NA               | 20 | David Trézéguet     |      | 100' |
| NA               | 11 | Sylvain Wiltord     |      | 107' |
| Trener:          |    |                     |      |      |
| Raymond Domenech |    |                     |      |      |

- Sędzia:  Horacio Elizondo
- Asystenci:
  -  Dario Garcia
  -  Rodolfo Otero
- Sędzia techniczny:  Luis Medina Cantalejo
- Piąty sędzia:  Victoriano Giraldez Carrasco
- Zawodnik meczu:  Andrea Pirlo

### Rzuty karne
Włochy
| Andrea Pirlo | Marco Materazzi | Daniele De Rossi | Alessandro del Piero | Fabio Grosso |
| ------------ | --------------- | ---------------- | -------------------- | ------------ |
|              |                 |                  |                      |              |

 Francja
| Sylvain Wiltord | David Trezeguet | Eric Abidal | Willy Sagnol |
| --------------- | --------------- | ----------- | ------------ |
|                 |                 |             |              |